# إبراهيم عبد الشفيع
إبراهيم عبد الشفيع (1936 - 3 نوفمبر 2022) هو مطرب ومُلحن مصري ولد في الإسكندرية في عام 1936 بمنطقة غربال بشارع المعلم يعقوب محرم بك، لاحقاً انتقلَ إلى باكوس وانطلق فنياً عندما افتُتحت إذاعة الإسكندرية، واعتمدَ في عام 1954 مطرباً ولاحقاً محلناً على يد المذيع حافظ عبد الوهاب والفنان أحمد خميس. انتقل إلى القاهرة مع المخرج محمود شركس واعتمدَ مغنياً ولاحقاً مُلحناً في إذاعة وتلفزيون القاهرة في عام 1967 على يد الموسيقي مدحت عاصم، وكانت أول أعماله الغنائية في إذاعة القاهرة وهي خماسية عابر سبيل. سجّلَ أيضاً أغاني مصورة في تلفزيون القاهرة وكرَّمه وزير الثقافة محمد صابر عرب وأيضاً رئيس دار الأوبرا المصرية الموسيقية إيناس عبد الدايم في مهرجان الأغنية المصرية على مسرح سيد درويش فعاليات المهرجان الدورة السابعة لسنة 2013. كما كرَّمته جمعية فناني ومبدعي الإسكندرية ورئيس الجمعية المهندس عوف همام. كذلك أطلُِقَ اسم إبراهيم عبد الشفيع على أحد الشوارع في الإسكندرية، وكان عضواً بمجلس نقابة المهن الموسيقية بالقاهرة دورتين متتاليتين بزمن الموسيقي أحمد فؤاد حسن وبمجلس إدارة جمعية الملحنين والمؤلفين والناشرين دوريتن بزمن الموسيقي محمد الموجي والشاعر عمر بطيشة وفي لجنة الاستماع لاتحاد الإذاعة والتلفزيون. ابن أخيه هو المخرج والممثل إسلام عبد الشفيع.

## بعض من أعماله الغنائية
- عابر سبيل
- العاشقين
- بلدي الغالية
- يا مرحبا
- جهاد
- أسمر
- بلادي ليبيا وبلادي مصر
- حكاية بحار
- عشق الملاح غية
- يا مصر أم السلام
- يا حلوة يا أم الطرحة
- أختم بالعشرة
- يا حاسدين الناس
- بياع الورد
- حتة حلويات
- يا عين صلِّ على النبي
- عروس الشرق

## أشهر الذين لحَّن لهم
- محمد العزبي لأغنية اليوم الجديد
- محمد رشدي لأغنية سألوني يامصر
- ماهر العطار لأغنية طبع الأخ الأكبر
- أحمد سامي لأغنية جمال الصبح في عينيا
- كارم محمود لأغنية شال الحليوة
- سمير الإسكندراني لأغنية إسبقوا الإيام
- عايدة الشاعر لأغنية زفة فرح
- ليلى نظمي لأغنية ماتحبش بعدنا
- إيمان الطوخي لأغنية ياحمام البرج ياطاير
- محمد ثروت لأغنية لعب الهوا
- محمد ثروت لأغنية نويت أحج وأزور
- أحمد إبراهيم لأغنية مع كل سحور
- عمر فتحي لأغنية بتغضبي ليه
- أحمد عدوية لأغنية ياتاعبني خليك على راحتك من فيلم ممنوع للطلبة إنتاج سنة 1984 بطولة سمير صبري ومها أبو عوف شويكار
- أحمد إبراهيم لأغنية مستحيل